# バール・マル
バール・マル（Bhar Mal, 1499年頃 - 1574年1月27日）は、北インドのラージャスターン地方、アンベール王国の君主（在位：1548年 - 1574年）。ビハーリー・マル（Bihari Mal）、バーラー・マル（Bhara Mal）、バーグ・マル（Bhagmal）とも呼ばれる。

## 生涯
1499年頃、アンベール王国の君主プリトヴィーラージの息子として、アンベールで誕生した。
1548年5月15日、甥のラタン・シングが自身の弟アスカラン・シングに殺害された。だが、
1556年、ムガル帝国の皇帝アクバルが即位した際、バール・マルはその後すぐに帝国のアーグラの宮廷に伺候していた。その際、部下のラージプートが人々が狂った象に慌てふためいていた際、毅然とした態度を示したため、彼はアクバルから好印象を受けた。
1562年、バール・マルは皇帝アクバルに自身の娘ハルカー・バーイーを嫁がせた。このとき、皇帝はアジュメールに向かいつつあり、なおかつバール・マルがこの地方の地方長官に迫害されていることを知っていた。
こうして、バール・マルは帝国の高位の貴族に列せられたばかりか、帝国との同盟関係を確実なものにすることが出来た。他方、アクバルにとっても自身の権力基盤を盤石にするため、ラージプートとの同盟は欠かせないものとなった。バール・マルは息子バグワント・ダース、孫マーン・シングとともに宮廷に出仕し、以降帝国の忠実な同盟者であり続けた。
また、バール・マルの娘は帝国の宮廷では「マリヤム・ウッザマーニー」を名乗り、彼女はのちに皇帝となるジャハーンギールを生んだ。とはいえ、彼女はヒンドゥー教からイスラーム教への改宗を迫られることはなかった。
1572年、アクバルがグジャラート・スルターン朝へ遠征したとき、バール・マルは皇室の女性全員が住んでいるアーグラの責任者に任命された。
1574年1月27日、バール・マルはアーグラで死亡し、王位は息子のバグワント・ダースが継承した。